# クライシュの鷹

1932年に独立したシリア第一共和国が1945年に国章として採用して以来、様々なアラブ諸国が汎アラブ主義のシンボルとして国章に導入してきた「クライシュの鷹」のデザイン。中央の盾部分には国旗が描かれる

クライシュの鷹（クライシュのたか、Hawk of Quraish、アラビア語: صقرُ قُريْشٍ、サクル・クライシュ、クライシュ族の鷹）は紋章に使われる鷲のシンボルで、アラブ諸国の国章や国旗に用いられている。
サクル（ṣāqr）はアラビア語で鷹（タカ）および隼（ハヤブサ）を意味する。クライシュは預言者ムハンマドの出身部族であるクライシュ族を指し、伝統ではクライシュ族はサクル（タカまたはハヤブサ）を部族のシンボルとしてきたとされる。汎アラブ主義のシンボルとしては、エジプトの国章に見られる「サラディンの鷲」に並ぶ存在である 。1932年に独立したシリア第一共和国は1945年に国章としてクライシュ族の鷹を国章に採用しており、1972年にエジプト・シリア・リビアがアラブ共和国連邦を結成した際に、それまで各国が用いてきたサラディンの鷲に代えてクライシュ族の鷹を国章に採用した。ペルシャ湾岸諸国でも隼あるいは鷹を国章として用いる国も多い。
イベリア半島に後ウマイヤ朝を築いたアブド・アッラフマーン1世は「クライシュの鷹」と呼ばれたことで知られる。中世の記録によれば、敵対するアッバース朝のカリフ・マンスールがアブド・アッラフマーンをこう称したという。アッバース朝も後ウマイヤ朝もクライシュ族の王朝であり、アッバース革命によりウマイヤ朝が滅ぼされて王族がすべて処刑された際、アブド・アッラフマーンただ一人が生きてダマスカスを逃れており、クライシュ族の名門ウマイヤ家の唯一の生き残りである彼に対してマンスールが与えた尊称だとされる。
鷹または隼はペルシャ湾岸のアラブ国家では現在でも家禽として普及しており親しみのある鳥である。アラビア半島では鷹や隼を使った鷹狩が盛んにおこなわれ、鷹や隼は身分や経済力を誇示するステイタス・シンボルとなっている。

## クライシュ族の鷹を使った国章等
国家

シリア移行政府（英語版）（2025-）の国章
シリア教育省のマーク

組織

リビアのトブルクを拠点とする代議院を率いるハリファ・ハフタルが使用しているマーク
パレスチナ解放軍（英語版）のマーク

## 鷹もしくは隼を使った国章等

ヨルダンの国章
クウェートの国章
アラブ首長国連邦の国章
アブダビ首長国の紋章
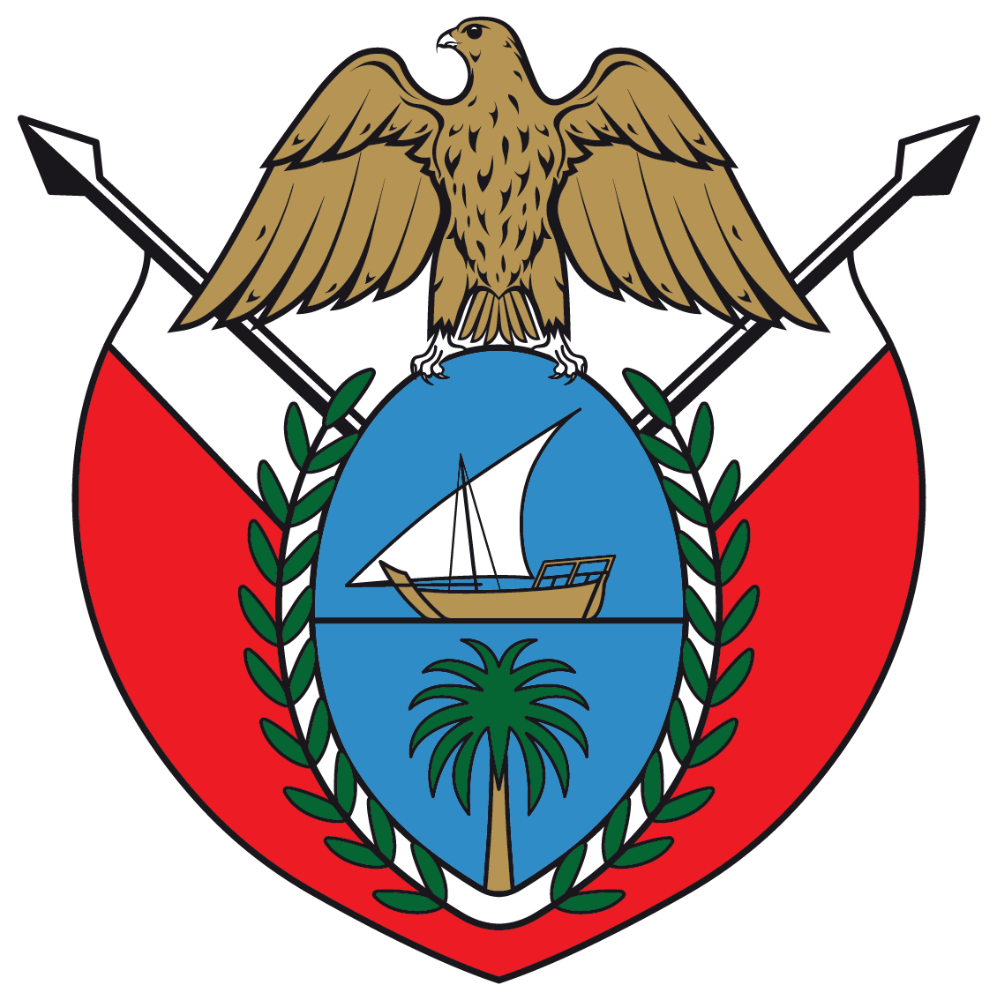
ドバイ首長国の紋章

## クライシュ族の鷹を使ったかつての国章

リビアの国章 (1977–2011)
エジプト・シリア・リビアが結成したアラブ共和国連邦の国章 (1972–1980)
シリア第一共和国の国章 (1945-50) ・シリア第二共和国の国章 (1950–58)
シリア・アラブ共和国の国章 (1961–1963)
バアス党政権時代のシリア・アラブ共和国の国章 (1963–1972)
バアス党政権時代のシリア・アラブ共和国の国章 (1980–2024)
シリア暫定政府の事実上の国章 (2024-2025)